# Лепиница, Иван
Иван Лепиница (хорв. Ivan Lepinjica; род. 9 июля 1999, Риека, Хорватия) — хорватский футболист, полузащитник клуба «Сабах».

## Биография
Родился 9 июля 1999 года в городе Риека. Воспитанник футбольной школы клуба «Риека». В 2018 году для получения игровой практики был отдан в аренду в «Задар», в котором дебютировал на взрослом уровне, приняв участие в 12 матчах чемпионата.
В начале 2019 года Лепиница вернулся в «Риеку», где быстро стал основным игроком и помог команде дважды подряд в 2019 и 2020 годах выиграть Кубок Хорватии. По состоянию на 16 сентября 2020 года отыграл за команду из Риеки 43 матча в национальном чемпионате.
Выступал за юношеские сборные Хорватии. В 2017 году Лепиница трижды сыграл за сборную Хорватии U-19 и один раз за команду U-20 в 2019 году.
В 2019 году привлекался в состав молодёжной сборной Хорватии. На молодёжном уровне сыграл в 5 официальных матчах.